# 하니드

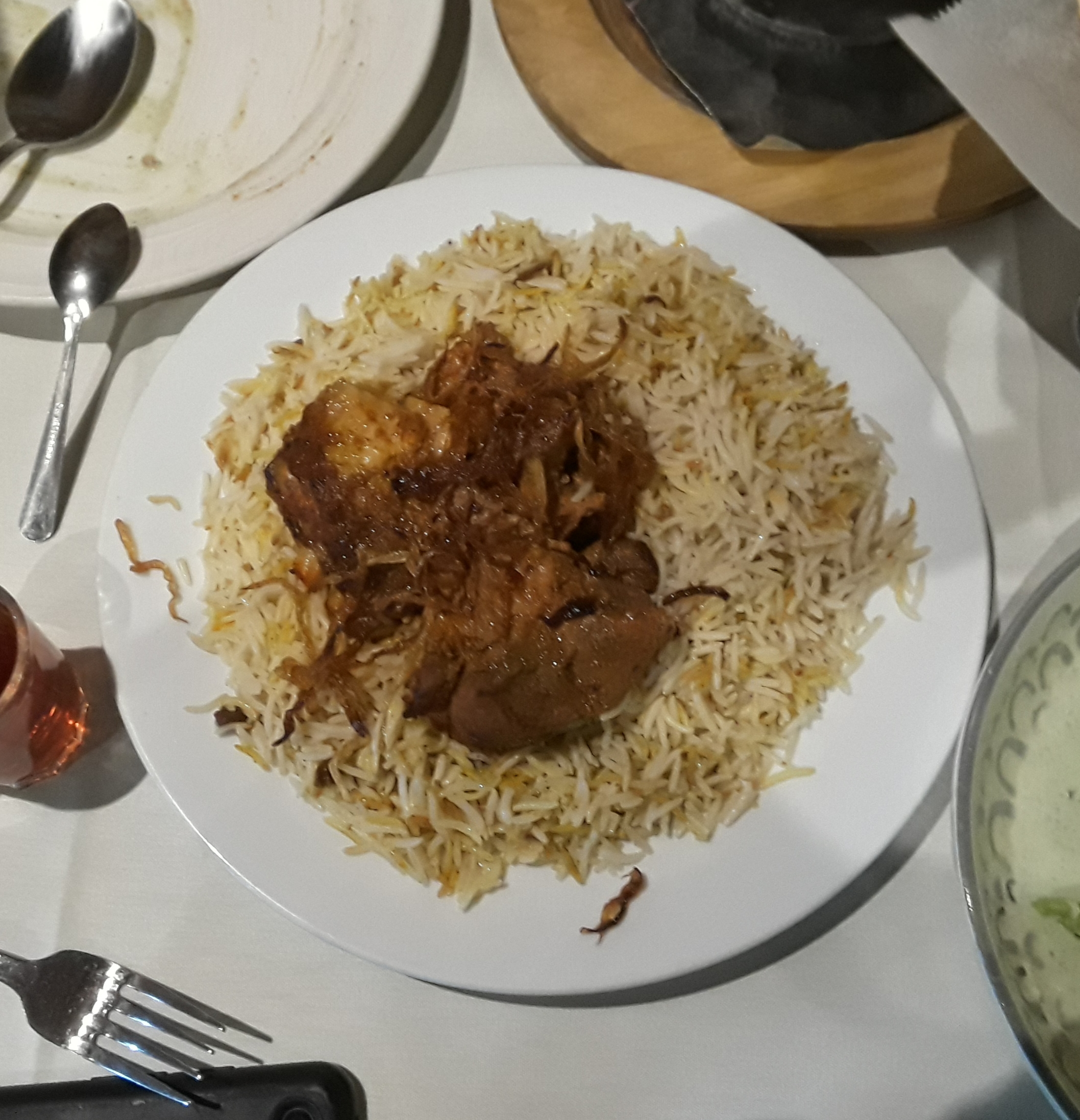

하니드는 사우디아라비아에서 유래한 전통 음식이다. 아라비아 반도의 다른 지역에서도 매우 인기가 많다.

## 준비
하니드 고기는 전통적으로 뜨거운 탄두르에서 준비하며 석탄, 킴프 및 야자 잎을 태워 고기에 특별한 맛을 낸다. 하와이지는 일반적으로 고기에 추가된다.